# Comuna Ciocîlteni, Orhei
Comuna Ciocîlteni este o comună din raionul Orhei, Republica Moldova. Este formată din satele Ciocîlteni (sat-reședință), Clișova Nouă și Fedoreuca.

## Demografie
Conform datelor recensământului din 2014, comuna are o populație de 2.621 de locuitori. La recensământul din 2004 erau 3.262 de locuitori.

## Administrație și politică
Componența Consiliului local Ciocîlteni (13 consilieri), ales la 5 noiembrie 2023, este următoarea:
|  | Partid                                       | Consilieri | Componență | Componență | Componență | Componență | Componență | Componență |
|  | -------------------------------------------- | ---------- | ---------- | ---------- | ---------- | ---------- | ---------- | ---------- |
|  | Candidat independent LIUBOVI BUCIUȘCANU      | 1          |            |            |            |            |            |            |
|  | Partidul Acțiune și Solidaritate             | 6          |            |            |            |            |            |            |
|  | Partidul Socialiștilor din Republica Moldova | 4          |            |            |            |            |            |            |
|  | Candidat independent EMANOIL PLOȘNIȚA        | 1          |            |            |            |            |            |            |
|  | Candidat independent NATALIA ROȘCA           | 1          |            |            |            |            |            |            |